# Мансуров, Аймухамет Копежанович
Аймухамет Копежанович Мансу́ров (1917—2000) — советский казахский партийный и государственный деятель.

## Биография
Родился 5 мая 1917 года в аул № 1 Шаганской волости Семипалатинской области (ныне — Абайский район).
В 1938 году окончил Казпедтехникум имени Абая в г. Семипалатинске. Работал учителем, завучем, директором Кайнарской школы Абралинского района до июля 1941 года
С мая 1940 года член ВКП(б)/КПСС.
В 1941—1943 годах участвовал в Великой Отечественной войне, был тяжело ранен.
- 1945—1951 второй секретарь Саркандского райкома КП (б) Казахстана Талды-Курганской области
- 1951—1958 первый секретарь Аксуского райкома КП (б) Казахстана Талды-Курганской области
- 1958—1960 первый секретарь Панфиловского райкома КП (б) Казахстана Талды-Курганской области
- 1960—1962 первый секретарь Илийского райкома КП (б) Казахстана Алматинской области
- 1962—1976 первый секретарь Жамбылского райкома КП (б) Казахстана Алматинской области
- 1976—1980 председатель обкома профсоюзов госучреждений Алматинской области
- 1980—1985 начальник отдела кадров Издательства ЦК КПК Казахстана

Избирался депутатом Верховного Совета Казахской ССР IV—V созывов, делегатом XXII съезда КПСС (1961 г.)
Делегат V—XII съездов, кандидат в члены ЦК Компартии Казахстана.
Скончался 29 июня 2000 года, похоронен на Кенсайском кладбище.

### Семья
Жена — Макен Турсынбековна (22.05.1924 — 11.09.2008), семеро детей, в их числе — профессор Зулхаир Мансуров и бывший посол Казахстана в России Таир Мансуров.